# Winteroorlog
De Winteroorlog (Fins: talvisota, Zweeds: vinterkriget, Russisch: Зимняя война; Zimnjaja voina) was een militaire campagne van de Sovjet-Unie tegen Finland van 30 november 1939 tot 13 maart 1940.

## Voorgeschiedenis
Finland was in 1809 door het Keizerrijk Rusland op Zweden veroverd en geannexeerd om de kwetsbare hoofdstad Sint-Petersburg te beschermen. Tijdens de Russische Revolutie in 1917 namen de Finnen, gesteund door de Duitsers, hun kans waar en kwamen in opstand. De Finse bolsjewieken konden de Finse Burgeroorlog niet winnen en de nieuwe bolsjewistische machthebbers in Rusland kwamen tot de conclusie dat ze de perifere gebieden van het voormalige Russische Rijk voorlopig moesten opgeven. Finland trad in 1920 als onafhankelijke staat toe tot de Volkenbond, maar de relatie met de Sovjet-Unie bleef slecht. Er was tot 1920 geen formeel vredesverdrag gesloten en Finse irredentisten probeerden tevergeefs Russisch Karelië aan Finland toe te voegen. De Sovjet-Unie op haar beurt steunde de agitaties van Finse communisten. In 1932 sloten de Sovjet-Unie en Finland een non-agressiepact, en in 1934 trad de Sovjet-Unie toe tot de Volkenbond. Moskou had echter in de jaren '30 vooral uit pragmatisme vrede met Finland gesloten, zoals ook destijds uit pragmatisme besloten was Finland onafhankelijk te laten worden. Het land werd nog steeds als een randgebied van de Sovjet-Unie gezien; bovendien lag de Finse grens zo dicht bij Sint-Petersburg dat deze stad voor Finland binnen artilleriebereik lag. Toen bovendien de geallieerden de Sovjet-Unie niet serieus leken te nemen, ging Stalin in zee met Nazi-Duitsland, dat bereid was Europa te verdelen en Finland als invloedssfeer van de Sovjet-Unie te erkennen.
Nadat op 23 augustus 1939 het Duits-Russische niet-aanvalsverdrag, het Molotov-Ribbentroppact, was gesloten, was de politieke situatie rijp om de strategische positie van de Sovjet-Unie te verbeteren en de grenzen westwaarts op te schuiven. Na in de Poolse Veldtocht Oost-Polen te hebben veroverd en geannexeerd, legde de Sovjet-Unie ‘overeenkomsten voor wederzijdse bijstand’ op aan Estland, Letland en Litouwen. Dit leidde uiteindelijk tot een volledige politieke overname, gevolgd door de 'vrijwillige' toetreding tot de Sovjet-Unie van deze drie landen. Moskou wilde een soortgelijke overeenkomst ook sluiten met Finland. Op 14 oktober 1939 ging een Finse delegatie naar Moskou, waar Stalin, minister van Buitenlandse Zaken Molotov en Potjomkin (de plaatsvervangende commissaris van Buitenlandse Zaken) de volgende eisen ter tafel brachten:
- Finland zou zijn eilanden in de Finse Golf afstaan.
- de Finse grens zou opschuiven tot in de Karelische Landengte tussen de Oostzee en het Ladogameer.
- de marine- en luchtmachtbasis bij Hanko zou voor dertig jaar van de Sovjet-Unie zijn.
- Finland zou het westen van het Vissersschiereiland (Kalastajasaarento, thans: Rybatsji) in Lapland afstaan.
- er zou een verdrag worden gesloten ter verdediging van de Finse Golf.

Als vergoeding voor deze offers bood Moskou een 'rechttrekking' van de grens bij Karelië aan.
Na overleg tussen de Finse premier Cajander en de Finse maarschalk Mannerheim kwam Finland met een tegenvoorstel, maar dit werd afgewezen. Hoewel Mannerheim de achtergrond van de eisen begreep en bereid was enigszins hieraan tegemoet te komen, was de algehele consensus dat de Sovjet-Unie de door bovengenoemde verkregen concessies zou uitbuiten om Finland tot vazalstaat te maken, zoals met de drie Baltische staten reeds was gebeurd (medio 1940 zou hun volledige integratie in de Sovjet-Unie volgen). Hierdoor was aan Finse zijde weinig bereidheid aan de eisen tegemoet te komen, en achteraf bleek dat Stalin inderdaad soortgelijke plannen met Finland had.
Kort hierop, op 26 november 1939, kwamen de Russen met een bijzondere provocatie, de zogenoemde ‘Beschieting van Mainila‘ (Fins: Mainilan laukaukset). De Russen bombardeerden eigen gebied dicht bij de Russisch-Finse grens en gaven hiervan de Finnen de schuld. Daarop wilden ze excuses van hun buurland. De Finnen waren verbijsterd en weigerden ‘sorry’ te zeggen. Vier dagen later viel Rusland Finland aan.

## De eerste aanval

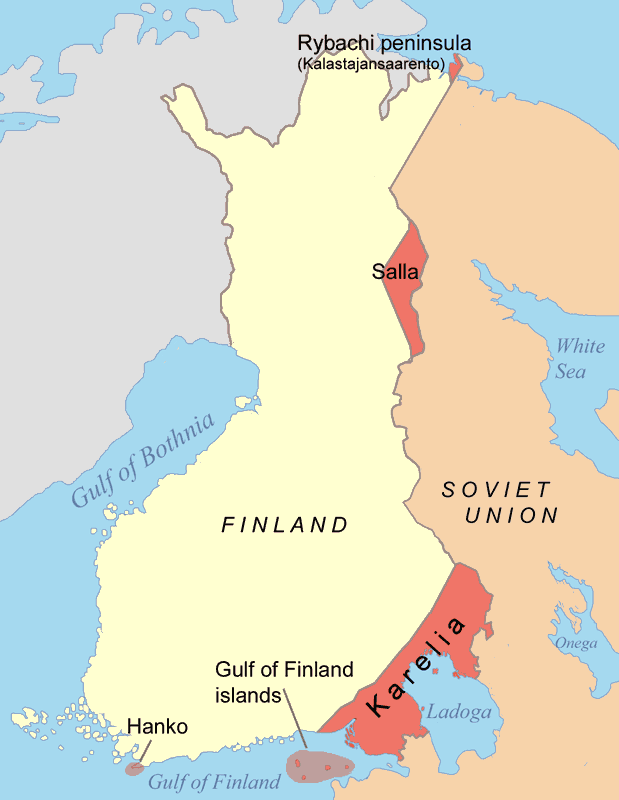
Winteroorlog: gebieden die Finland moest afgeven

Op 30 november 1939 begonnen de Sovjetstrijdkrachten zonder enige oorlogsverklaring een aanval op Finland. Op diverse plaatsen staken de Russische troepen de 1600 kilometer lange grens over en Helsinki werd gebombardeerd door Toepolev SB-2-bommenwerpers. Tegenover zo'n 120.000 Finse soldaten stonden vier legers met 26 divisies onder leiding van Kliment Vorosjilov. De Russen gooiden zo'n 400.000 soldaten, 2000 tanks, 2000 kanonnen en 2000 vliegtuigen in de strijd. De Finse luchtmacht had ongeveer 100 vliegtuigen. De Finnen waren net als de Sovjetaanvallers uitgerust met moderne bewapening. Het Suomi-machinepistool werkte goed bij vrieskou, maar het was geen goed wapen voor de strijd in de bossen. De handgranaten van de Finnen waren daar evenmin erg geschikt voor. Naast de gevechtstroepen maakten 90.000 vrouwen als hulptroepen deel uit van het Finse leger. Zij stonden bekend als de lotta’s, naar de naam van de vrijwilligersorganisatie, Lotta Svärd.
De oorlogsdoelen waren zeer ambitieus. In het noorden zou de havenstad Petsamo bezet moeten worden met zijn waardevolle nikkelmijnen. Andere legereenheden zouden door Centraal-Finland oprukken naar de Botnische Golf en zodoende het land in tweeën splijten. In het zuiden zou aan beiden kanten van het Ladogameer naar de Finse bevolkingscentra worden opgerukt. Op 1 december 1939 zette de Finse uitgeweken communist Otto Kuusinen een communistische Finse tegenregering in het door de Sovjets veroverde grensplaatsje Terijoki op, de Finse Democratische Republiek. Hoewel Stalin en Kuusinen hoopten op steun van arbeiders en linkse Finnen bleek het een politieke blunder: de Finnen, van politiek links tot politiek rechts, zagen er een bevestiging in van hun angst dat de Sovjet-Unie Finland tot vazalstaat wilde maken of zelfs inlijven. Het sterkte hun wil tot verzet.
Tegen de verwachting van de Russen in, hielden de Finnen stand, geholpen door de uiterst strenge winter. De Sovjeteenheden die deelnamen aan de eerste aanval waren nauwelijks voorbereid op de koude en de natuurlijke gesteldheid van het gebied. In de ongelijke strijd kregen de Finnen de morele steun van de wereld en de publieke opinie was fel anti-Sovjet-Unie en anticommunisten. De guerrillatactieken van de Finse troepen bleken succesvol door hun superieure motivatie en organisatie, en slechte organisatie en de te ambitieuze oorlogsdoelen van de Sovjet-Unie. Hele Sovjetdivisies bewogen zich in lange colonnes over de Finse boswegen (in het kader van de stoot naar de Botnische Golf) zonder zich om flankbeveiliging te bekommeren, waardoor een aanval in de flank en een omsingeling relatief eenvoudig uit te voeren was. De Finnen verplaatsten zich bij aanvallen zo nodig op ski's en schroomden niet de tactiek van de verschroeide aarde toe te passen. Een favoriete tactiek was 's nachts de colonnes aan te vallen en de officieren uit te schakelen (hetgeen eenvoudig was aangezien zij als enigen vuur mochten ontsteken). Ook werden de colonnes regelmatig in de flanken aangevallen en doorsneden, waarna de verschillende delen afzonderlijk door de Finnen werden omsingeld en opgerold. Zo konden hele brigades of zelfs divisies onschadelijk worden gemaakt. Het enige resultaat van de eerste aanval was de inname van Petsamo. 
In de officiële geschiedschrijving van de Sovjet-Unie kregen de eigen troepen de schuld van de geringe successen: deze troepen zouden te onervaren zijn. De verantwoordelijkheid van de politieke leiders Molotov en Stalin en hun militaire raadgevers werd niet aan de orde gesteld, al werd Kliment Vorosjilov wel vervangen. Wel werden soldaten en officieren zwaar gestraft. De Sovjets hadden de vaderlandsliefde, het weerstandsvermogen en de beweeglijkheid van het Finse leger sterk onderschat.

## De tweede aanval
De tweede aanval werd het Finse leger fataal. De Sovjetlegerleiding had geleerd van de fouten die in het begin waren gemaakt. De Russische maarschalk Timosjenko had op 7 januari 1940 het bevel overgenomen. Er werden nu veel meer en beter voorbereide, troepen ingezet. De Russen hadden een nieuwe aanvalsmethode ontwikkeld waardoor artillerie, infanterie, cavalerie en de luchtmacht beter met elkaar samenwerkten en dit leidde tot goede resultaten. De basis bestond uit massale en niet aflatende artilleriebeschietingen en aanvalsgolven, geconcentreerd op enkele punten van de Finse verdedigingslinie op de Karelische landengte, de zogeheten Mannerheimlinie. In plaats van een ambitieuze aanval die de flanken onbeschermd liet, koos men voor een geconcentreerde aanval. De aanval begon op 1 februari 1940 in de Summasector, het zwakste punt in de linie. Op 11 februari 1940 hadden Timosjenko en zijn troepen een eerste doorbraak gerealiseerd. Daarna veroverden de Russen in hoog tempo steeds meer terrein. Maarschalk Mannerheim probeerde de stad Viipuri te behouden, maar ook deze werd door de Sovjets ingenomen. Een kwart miljoen soldaten namen het daar op tegen twee uitgeputte Finse divisies met niet meer dan 20.000 man. Het Finse achterland lag hierna open.

## Luchtoorlog
De Finse luchtmacht (FINAF) beschikte bij het uitbreken van de oorlog over iets meer dan 100 operationele vliegtuigen en de Fokker D.XXI vormde de ruggengraat. Deze gevechtstoestellen waren al enigszins verouderd, maar gemakkelijk in onderhoud. De piloten waren goed opgeleid en voorbereid op een strijd tegen een vijand met een numeriek overwicht. Tijdens de oorlog werd modern materieel aangeschaft, waaronder de Brewster Model 239, Fiat G.50 en Hawker Hurricane, maar deze bereikten te laat het front om een belangrijke rol te spelen.
De Sovjetluchtmacht was aanzienlijk groter. Er werden gelijk meer dan 1000 toestellen ingezet, vooral de Toepolev SB-2-middelzware bommenwerper, maar in latere stadia van de winteroorlog verdubbelde dit aantal. De Sovjet-Unie opende de oorlog met uitgebreide bombardementen op Finse steden en dorpen. Op 1 december vonden de eerste luchtgevechten plaats. De Finse vliegtuigen werden vooral ingezet tegen bommenwerpers en jagers. Er was nauwelijks capaciteit om aanvallen uit te voeren ter ondersteuning van de eigen grondtroepen.
De FINAF haalde in de winteroorlog meer dan 300 vliegtuigen neer, ten koste van 97 eigen toestellen, waarvan 35 alleen beschadigd. Eenzelfde aantal Sovjet vliegtuigen werd neergeschoten door de Finse luchtafweer. De luchtmacht verloor 75 militairen die gedood werden of vermist in actie raakten. Luitenant Jorma Sarvanto behaalde 13 luchtoverwinningen. Op 6 januari 1940 schoot hij zes Iljoesjin DB-3-bommenwerpers neer tijdens een luchtgevecht dat slechts 5 minuten duurde, een wereldrecord.

## De buitenwereld
Finland kon rekenen op veel sympathie van zowel de asmogendheden als de geallieerden. Italiaanse hulp werd echter door de Duitsers tegengehouden; die zou in strijd zijn met het feit dat in het Molotov-Ribbentroppact was erkend dat Finland tot de invloedssfeer van de Sovjet-Unie behoorde. Het Verenigd Koninkrijk zond humanitaire hulp, onder andere in de vorm van brandweerlieden, terwijl de Verenigde Staten vrachtwagens stuurde. Concrete militaire hulp kwam vooral uit Zweden in de vorm van vliegtuigen en een aantal eenheden vrijwilligers. Soortgelijke vrijwilligers uit met name Denemarken en de Verenigde Staten (meest Amerikanen van Finse afkomst) en in mindere mate Hongarije en Spanje, arriveerden te laat om nog in actie te komen. Op voorstel van Argentinië werd de Sovjet-Unie geroyeerd uit de Volkenbond, maar deze maatregel was louter formeel. De Volkenbond werd rond die tijd al niet meer serieus genomen.
De Britten en de Fransen planden een expeditie naar Finland, dit vooral op initiatief van de Franse premier Daladier. Het plan behelsde een landing in Narvik waarna de troepen per spoor door Zweden naar Finland zouden reizen. Dit plan was echter al vanaf het begin tot mislukken gedoemd daar de beloofde troepen niet gereed waren, Noorwegen en Zweden doorgang weigerden, en het ware doel van de expeditie waarschijnlijk controle over de Zweedse ijzermijnen was en slechts weinig troepen daadwerkelijk in Finland zouden worden ingezet. Hitler dreigde de Zweedse regering dat iedere Brits-Franse inmenging op Zweedse bodem onmiddellijk tot een Duitse tegeninvasie zou leiden. Hoewel Daladier de Finnen opriep vol te blijven houden werd uiteindelijk vrede gesloten en kwam van het hele plan niets terecht.

## Het einde en de gevolgen
Op de achtergrond vonden sinds december gesprekken plaats tussen de regeringen van beide landen. Finland besefte terdege dat het de strijd niet eeuwig kon volhouden. De Sovjet-Unie besefte eveneens dat de oorlog stukken kostbaarder uitpakte dan gedacht, met verliezen die het achtvoudige van de Finnen overtroffen. Zelfs met hun nieuwe tactiek ging de opmars uiterst traag en tegen grote verliezen. Bovendien was er het risico van een interventie door een derde partij en dat zou betekenen dat de vijand direct aan de stadsgrenzen van Leningrad zou staan, een perspectief dat Stalin juist had willen vermijden.
Begin maart 1940 kwam dit in een stroomversnelling, op 6 maart stuurde Molotov een uitnodiging voor een gesprek in Moskou, maar wees in zijn telegram een wapenstilstand af. Premier Ryti en drie afgevaardigden vlogen de dag erop naar Moskou. Van onderhandelingen was nauwelijks sprake, Molotov dicteerde de uitkomst. Hij eiste een deel van het Finse grondgebied op. Op 11 maart besloot het Finse kabinet de voorwaarden te accepteren. Op 12 maart 1940 werd in Moskou de Vrede van Moskou getekend volgens de voorwaarden die de Russische afvaardiging had gesteld en op 13 maart 1940 kwam er een staakt-het-vuren. De Russen hadden gekregen wat ze wilden, maar tegen een hoge prijs. Duitse waarnemers zouden mede naar aanleiding hiervan het Rode Leger gevaarlijk onderschatten. 
Hoewel de voorwaarden van de Vrede van Moskou harder waren dan de aanvankelijke eisen van de Sovjet-Unie, werd dezelfde 12e maart de regering-Kuusinen ontbonden, een teken dat niet langer gestreefd werd naar het ondergeschikt maken of annexeren van Finland. 
Stalin was woedend over het falen van zijn troepen. Meerdere officieren zijn voor de ogen van hun eigen manschappen geëxecuteerd. Ook de circa duizend krijgsgevangenen die na de oorlog door de Finnen werden gerepatrieerd, kregen zonder pardon de kogel omdat ze zich hadden overgegeven. 
De focus werd door de Winteroorlog op Scandinavië gericht. De angst dat Zweden onder de invloed van de Sovjet-Unie zou geraken bracht zowel de Duitsers als de geallieerden ertoe dit land onder druk te zetten. Zweden leverde ijzererts aan Duitsland, en hoewel het Frans-Britse plan om de Finnen te helpen en en passant de Zweedse ijzermijnen te bezetten niet doorging, toonde dit aan dat er voor Duitsland het risico bestond dat dit in de toekomst alsnog kon gebeuren. Uiteindelijk zou de geopolitieke situatie in Scandinavië tot de Duitse inval in Denemarken en Noorwegen leiden. De Finnen sloten een bondgenootschap met Hitler-Duitsland hetgeen leidde tot de zogeheten Vervolgoorlog. Hierdoor zou Finland, als enige democratie, in de Tweede Wereldoorlog aan de kant staan van de asmogendheden.
Ten gevolge van de annexatie verlieten honderdduizenden Finse Kareliërs hun huizen en trokken naar Finland. Zij werden door Finse families in hun huizen opgevangen tot er voor hen woonruimte beschikbaar was.

## Medailles

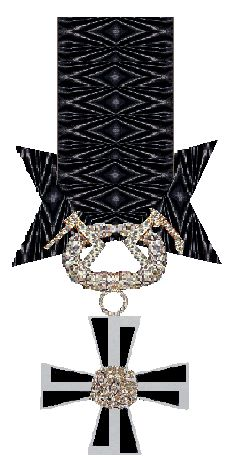
Rouwkruis van het Vrijheidskruis

Nabestaanden van de 26.600 gesneuvelde Finse soldaten werd het hiernaast afgebeelde rouwkruis van de Orde van het Vrijheidskruis als aandenken uitgereikt. Nabestaanden van de duizenden omgekomen Finse burgers ontvingen medailles aan een zwart lint.

## Belangrijke slagen
- Slag bij Suomussalmi, 7 december 1939 – 8 januari 1940
- Slag bij Tolvajärvi, 12 december 1939
- Slag bij Honkaniemi, 25 februari – 27 februari 1940
- Slag bij Kollaa, 7 december 1939 – 13 maart 1940

## Varia
- Onder meer tijdens de Winteroorlog werd door Finse troepen als militair embleem het blauwe Finse hakenkruis "hakaristi" gebruikt, een eeuwenoud traditioneel symbool dat ten onrechte associaties oproept met Nazi-Duitsland en het nationaalsocialisme. Het feit dat Finland gesteund werd door Duitsland draagt in dit verband ook bij aan verwarring; die steun staat echter volledig los van het Finse gebruik van het hakenkruis. Na de Tweede Wereldoorlog werd dit symbool van gevechtsvliegtuigen en tanks verwijderd, hoewel het daarna toch nog sporadisch gebruikt werd.[9][10][11][12][13]
- De formele relatie tussen Duitsland en de Sovjet-Unie was goed aan het begin van de Winteroorlog, al lag ook bij de Duitsers de sympathie bij de Finnen.[14] In december 1939 circuleerde een rapport in de top van het Duitse leger waarin de prestatie van het Rode Leger zwaar werd bekritiseerd.[14] De gebrekkige communicatie, de slechte voorbereiding en het gebruik van verouderde tactieken maakte het Rode Leger ongeschikt voor een strijd tegen een modern leger en superieur leiderschap. Deze conclusies hebben een rol gespeeld bij het besluit de Sovjet-Unie binnen te vallen in 1941.[14] In 1942 gaf Hitler toe dat hij op het verkeerde been was gezet, de Sovjet-Unie beschikte toch over gelijkwaardige troepen en militaire leiders.[15]

## Naslagwerk
- Sander, Gordon F, The Hunderd Day Winter War, University Press of Kansas, 2013, ISBN 9780700619108